# Ил Топо (Арецо)
Ил Топо је насеље у Италији у округу Арецо, региону Тоскана.
Према процени из 2011. у насељу је живело 36 становника. Насеље се налази на надморској висини од 312 м.